# 马绍文
马绍文（1896年—1970年），男，东乡族，河州东乡人，中华人民共和国政治人物。

## 生平
河州东乡县（东乡族自治县）春台乡白庄村人，后徙居永靖县扎马池村。19岁起，马绍文进入军队，历任宁夏新军骑兵四连连长，叔叔、凉州镇守使马璘部下任稽查、副官，青海宁海军营长，冯玉祥部团长等职。1928年，在宁夏粮台供职。1930年起，任甘肃酒泉征收局局长、宁夏固原百货局局长等职。1935年至1949年在家闲赋。期间，任永靖县回民教育促进会分会主任委员。在当地筹办扎马池小学，任董事长。民国34年（1945年），永靖县临时参议会成立，议员10名，马绍文为议长。
1949年第二次国共内战期间，马绍文筹集军粮，支援解放军解放青海、新疆，并协助人民政府做剿匪、安定地方等工作。历任临夏专署民委驻会委员、甘肃省政协委员，东乡自治区筹委会副主任、区政府副主席，第二届东乡族自治县政府主席，兼西北军政委员会民委委员，甘肃省民族事务委员会副主任、省伊协副主任。
应邀参加1950年国庆节观礼。担任西北行政委员会民族事务委员会委员、甘肃省东乡自治区人民政府主任。1954年，当选第一届全国人民代表大会代表。
抗美援朝战争爆发后，捐献飞机大炮活动中，马绍文捐出白银40两和300块大洋，曾三次参加慰问团赴朝慰问。1958年，马绍文受到不公正待遇，1978年被平反。

## 家庭
- 子女[1]
- 次子马进迁，曾在国家民委、全国伊协任职
- 三子马进懿，曾任永靖县文教科长
- 二女马秀芳